# Guerra dell'Aquila
La guerra dell'Aquila fu un conflitto armato del XV secolo che iniziò come uno scontro tra Braccio da Montone e la città aquilana ma che divenne poi interesse di tutta la penisola italiana, coinvolgendo le forze del Ducato di Milano, della Repubblica di Firenze, dello Stato della Chiesa e del Regno di Napoli. Grazie al papa Martino V diventò una guerra di religione, poiché la scomunica di Fortebraccio aveva dato l'inizio ad una "crociata contro lo scomunicato".

## Antefatti

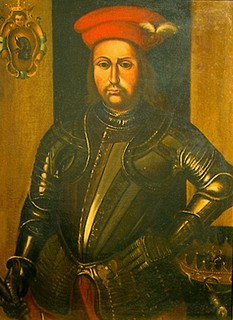
Braccio da Montone, condottiero e generale che condusse il suo esercito contro la città dell'Aquila.

Nel 1422 Andrea Fortebraccio fu nominato da Giovanna II connestabile degli Abruzzi per dieci anni, con il titolo di "Utriusque Aprutii Gubernator". Il condottiero, però, impegnato in Umbria, dovette nominare a sua volta, come luogotenente, il diplomatico Ruggero d'Antignola, che governò l'Abruzzo con pieni poteri iniziando a portare quelle terre sotto il dominio diretto di Braccio ed allontanandole dal potere regio. Il magistrato inviato da Fortebraccio fu accolto fastosamente all'Aquila e fino al settembre del 1422 i rapporti tra il d'Antignola e la città furono buoni, anche se gli aquilani erano abituati ad avere privilegi fin dal 1254, anno di fondazione della città.
Alla fine del 1422, però, gli aquilani si resero conto di correre il rischio di perdere la loro autonomia e, guidati dalla famiglia Camponeschi (i cui esponenti principali erano i fratelli Antonuccio e Luigi), si ribellarono al d'Antignola e lo scacciarono dalla città. I Camponeschi erano imparentati con il grande ammiraglio del Regno di Napoli, Giacomo Marzano, con il condottiero Muzio Attendolo Sforza, signore di Benevento e Manfredonia, e alla lontana anche con il papa Martino V, che sosteneva Luigi III d'Angiò-Valois contro la regina Giovanna II, ed erano quindi molto influenti nella politica del Regno. Fortebraccio inviò allora degli ambasciatori all'Aquila che ricordarono agli aquilani che Fortebraccio disponeva di 6 000 cavalieri pronti alla guerra, ma ogni loro proposta fu respinta dal Consiglio cittadino presieduto da Antonuccio Camponeschi, creando così il casus belli che portò alla guerra. Intanto gli aquilani avevano inviato a loro volta degli ambasciatori a Roma per incontrare il re Luigi III d'Angiò-Valois (rivale di Giovanna II, che era a sua volta sostenitrice di Fortebraccio) e il 5 maggio fu formalizzato un accordo che manteneva l'autonomia della città ma che garantiva la sua sudditanza a Luigi. L'angioino, per sostenere la città contro Fortebraccio, inviò il comandante Antonio Pappacoda.

## La guerra

### Inizio dell'assedio
Dopo che nel maggio 1423 il magistrato aquilano scacciò l'ambasciatore di Fortebraccio, si preparò l'assedio che durò 13 mesi. Il popolo aquilano, descritto come forte e testardo, fu l'unico a tenere testa a Braccio da Montone, al quale nel XVI secolo venne dedicata la via Fortebraccio del centro storico; il popolo fu l'unico nel Regno di Napoli a rimanere devoto alla regina Giovanna II d'Angiò-Durazzo nel clima d'instabilità politica, e la città fu la sola ad essere punita in modo esemplare dalla casata d'Aragona, non riconoscendo l'autorità di Braccio da Montone, che si era fatto nominare nel 1421 gran connestabile dell'Abruzzo, e che aveva già piegato con l'esercito delle città ribelli come Sulmona, e acquartierato le truppe a Lanciano e Teramo per garantire l'ordine e l'appoggio dell'Aragona.

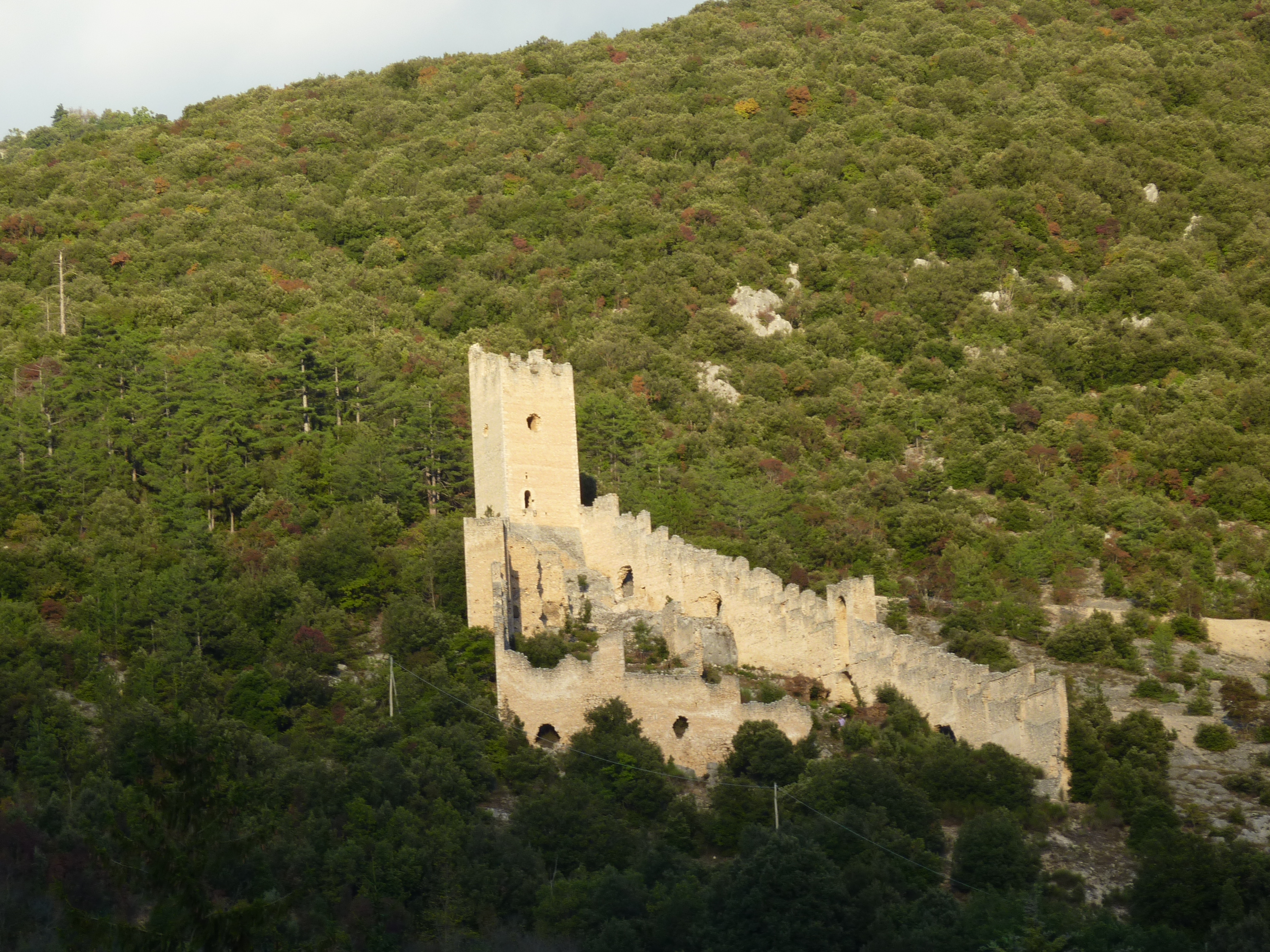
Il castello di San Pio delle Camere, che porta ancora gli evidenti segni della distruzione di Braccio

Braccio, conoscendo il capillare di rapporti del centro della città con i castelli che fondarono L'Aquila nel 1254, decise di estendere l'assedio al vasto contado dell'Aterno, partendo dal castello più esposto, vale a dire quello di Paganica (benché altri castelli precedenti come Navelli, San Pio delle Camere, Barisciano, fossero già stati conquistati e distrutti), che era difeso dai cittadini e da 10 aquilani, che tuttavia, vista la portata dell'esercito, firmarono una capitolazione. Per il perugino Braccio fu facile di conseguenza, conquistare Poggio Picenze, e marciare indisturbato verso la città, razziando bestiame, vitigni, campi di frumenti, e il suo obiettivo era di prendere L'Aquila per fame, impedendo l'arrivo di foraggio e di materiale quale il legname.
Nell'agosto 1423 una congiura tra alcuni aquilani e bracceschi, per permettere l'accesso di Fortebraccio nella città con un attacco a sorpresa, venne scoperta, 12 cospiratori furono processati e impiccati su un grande olmo in Piazza Duomo, mentre quelli che erano riusciti a scappare, furono sorpresi a Porta Barete (anticamente detta "Lavareto") e fatti a pezzi dal popolo.
Mentre Braccio poneva il suo accampamento nella piana di Sant'Anza, poco fuori Porta Pizzoli, fortificò anche la chiesetta di Sant'Antonio Abate di Pile per resistere agli assedi, e deviò il corso del fiumiciattolo verso Sant'Anza, sicché la cittadinanza fu costretta a prendere le acque dalla Rivera e da Preturo.
In precedenza Braccio, giungendo dalla strada di Popoli, giunse dalla parte est delle mura, nel giugno 1423 pensò di spaventare la città piazzandosi a Campo di Fossa, sul Collemaggio, attaccando le mura con delle bombarde. Tuttavia gli aquilani corsero alle armi, eccitati dalla grande campana della torre civica del Palazzo del Capitano, e si asserragliarono a Porta Bazzano, insieme anche alle donne che davano man forte agli uomini. Infatti un anno dopo il 2 giugno 1424 le donne si esposero nuovamente a Collemaggio, insieme agli uomini che uscivano nell'attacco contro Braccio, esponendo i quattro gonfaloni dei quarti: San Giorgio, Santa Maria, San Pietro e San Giovanni.
Il freddo inverno arrivò nel febbraio 1424, quando Braccio tentò l'assalto a Porta Branconio, a nord-ovest, avendo Braccio reclutato anche banditi aquilani per conoscere meglio i punti deboli delle mura. Le sentinelle delle mura simularono una distrazione collettiva per far avvicinare di più il nemico, e al momento opportuno scatenarono un attacco a sorpresa degli aquilani, facendo precipitare gli assalitori dal fosso di Colle Branconio. Sul finire del maggio del 1424, la regina Giovanna II d'Angiò-Durazzo, Luigi III d'Angiò-Valois e papa Martino V riunirono in una coalizione un potente esercito di 5 000 uomini, guidati dai capitani Jacopo Caldora e Francesco Sforza per rispondere all'assedio di Braccio.

### I castelli conquistati
Nel frattempo Braccio aveva conquistato anche i castelli ribelli di Pizzoli, Borbona e La Posta. Lo storico dell'epoca Niccolò da Borbona, riferisce che intorno al 10 gennaio 1424 la folla stremata iniziò a uscire di spontanea volontà dalle mura; tuttavia Niccolò parla anche di cittadini e donne rapite e violentate dalla truppa non solo all'Aquila, ma anche nei castelli conquistati, chiedendo riscatto ai mariti. Il 27 febbraio Braccio, approfittando della nebbia, si accostò con 2 000 uomini alle mura presso il torrione di Sant'Agnese, a nord del quarto di Santa Maria, sferrò un altro attacco, che però venne respinto dai cittadini. Costoro, a quanto riporta Niccolò di Borbona, notarono però che insieme ai bracceschi c'erano dei fuoriusciti aquilani, e che dalle mura uscirono delle donne, le mogli dei cittadini traditori, che stettero nel campo di Braccio una notte, salvo poi tornare incolumi dentro le mura.

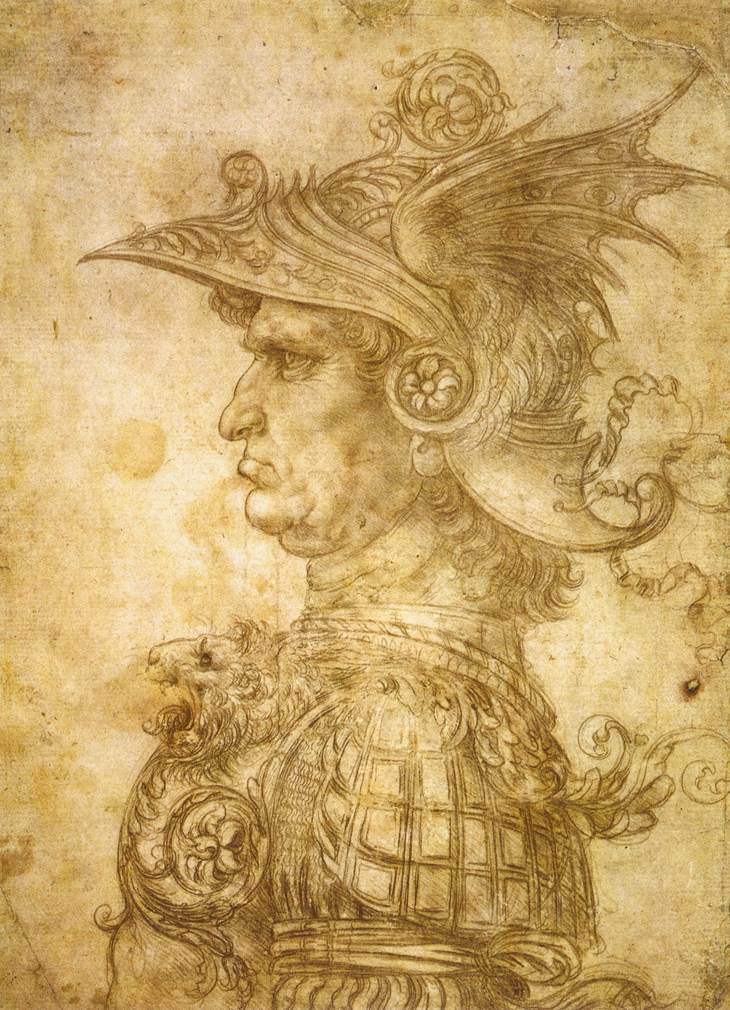
Jacopo Caldora, generale delle truppe napoletane

Altri esempi di valore aquilano sono dimostrati dalla resistenza dei castelli di Tussio, San Pio delle Camere, dopo l'occupazione iniziale braccesca. Braccio dovette tornare indietro per ricondurre l'assedio, tanto che il castello di San Pio ancora oggi riporta le ferite del 14 marzo 1424, mentre la cittadina veniva data alle fiamme insieme alle chiese. La ferocia di Braccio si consumò in seguito sulla popolazione civile, fece radunare uomini e donne, li rinchiuse in un mulino presso il Collemaggio, e lo fece dare alle fiamme, mentre altri furono fatti denudare e sfilare sotto le mura in segno di scherno, minacciando che la stessa sorte sarebbe accaduta all'Aquila una volta conquistata, se non si fosse arresa all'istante.

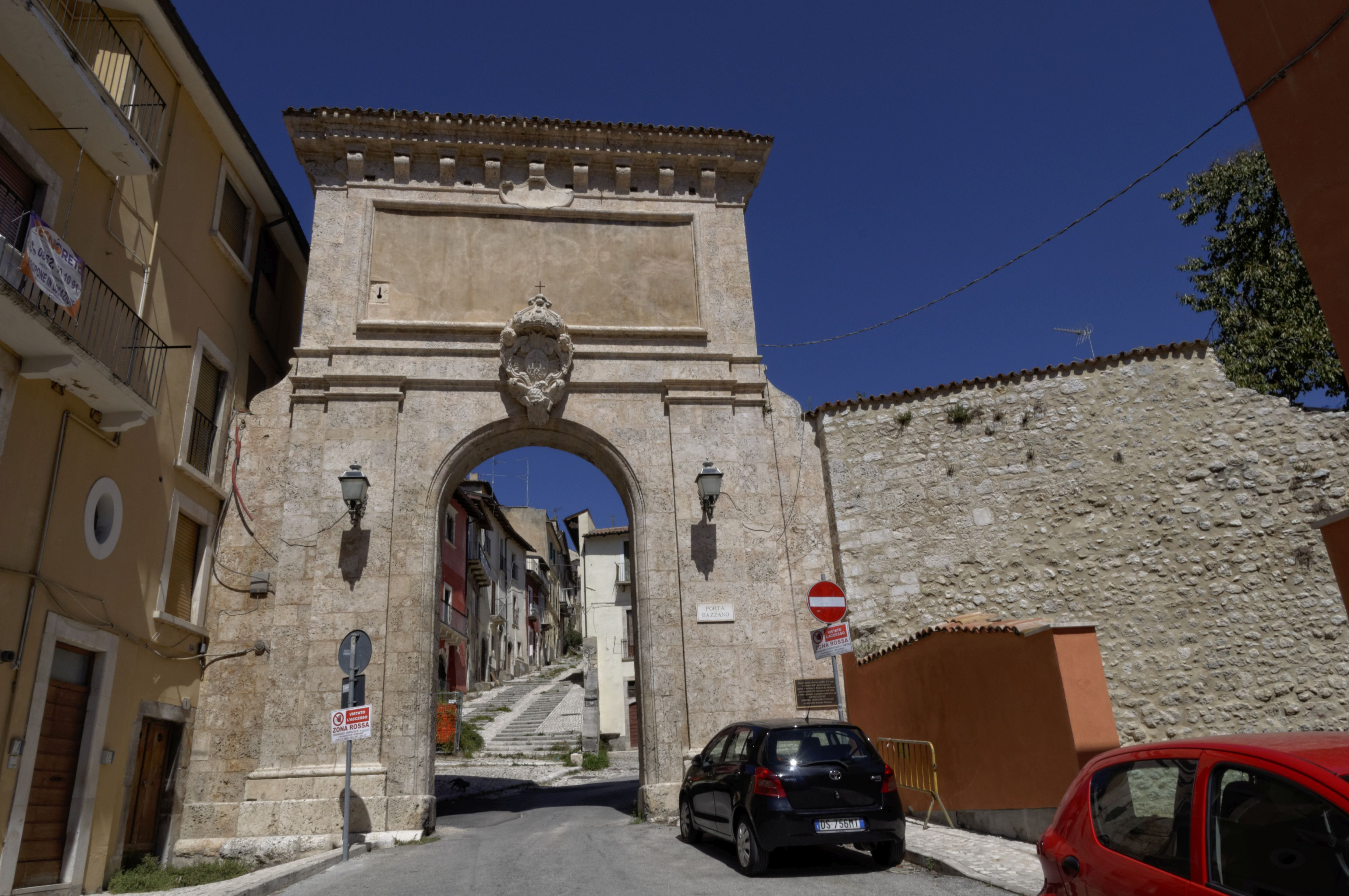
Porta Bazzano, da dove il 2 giugno gli aquilani uscirono per la battaglia finale

Dopo la conquista di San Pio, Braccio partì per la vicina Tussio, ma non riuscì ad espugnarla, perché frenato dalla notizia che anche Barisciano si era ribellata. Dato che Barisciano era un castello più grande e importante, l'assedio fu spostato, e durò varie settimane, quando capitolò solo il 23 aprile. Non di meno Braccio distrusse il castello, incendiò la città, imprigionò gli abitanti e li spedì a Teramo come schiavi, mentre le donne venivano portate nell'accampamento e violentate, e mandate in processione, completamente nude, sino all'Aquila, insieme ai loro bambini.
(Cantari della guerra di Braccio)
Dopo ciò, Braccio assediò il castello di Stiffe, nel comune di San Demetrio ne' Vestini, che era governato da Antonuccio De Simone, che riuscì a fermare l'avanzata grazie a dei collegamenti militari con Rocca di Mezzo, i quali con rapide incursioni e imboscate brevi, sfiancarono l'esercito braccesco. Braccio rinnovò l'assalto, e l'aquilano Pietro Navarrino andò a chiedere aiuto agli armati di Fontecchio. Braccio, che nel frattempo era acquartierato presso Campo di Pile, decise di comandare personalmente l'assalto a Stiffe per raderla al suolo. Gli aquilani allora si prodigarono in un'azione di sfottò vero e proprio contro Braccio, facendo uscire dalle mura 3 000 cavalieri da Porta Barete per poi rientrare a Porta Rivera: l'armata era composta dai migliori uomini dei quarti, e l'azione ebbe effetto, poiché Braccio si concentrò nel cingere d'assedio le mura dell'Aquila, constatando la sua sconfitta nel cercare di distruggere Stiffe.
Muzio Attendolo Sforza giunse con 4 000 uomini in città, cinta d'assedio, ma morì annegando nel fiume Aterno-Pescara il 3 gennaio 1424, mentre alcuni castelli si ribellavano alle guarnigioni braccesche: Tussio, San Pio, Barisciano, e insieme al condottiero Jacopo Caldora intervennero in un nuovo grande scontro presso Bazzano. Anche gli aquilani uscirono con l'esercito guidato da Antonuccio Camponeschi da Porta Bazzano, tenendo alte le insegne dei quattro quarti.

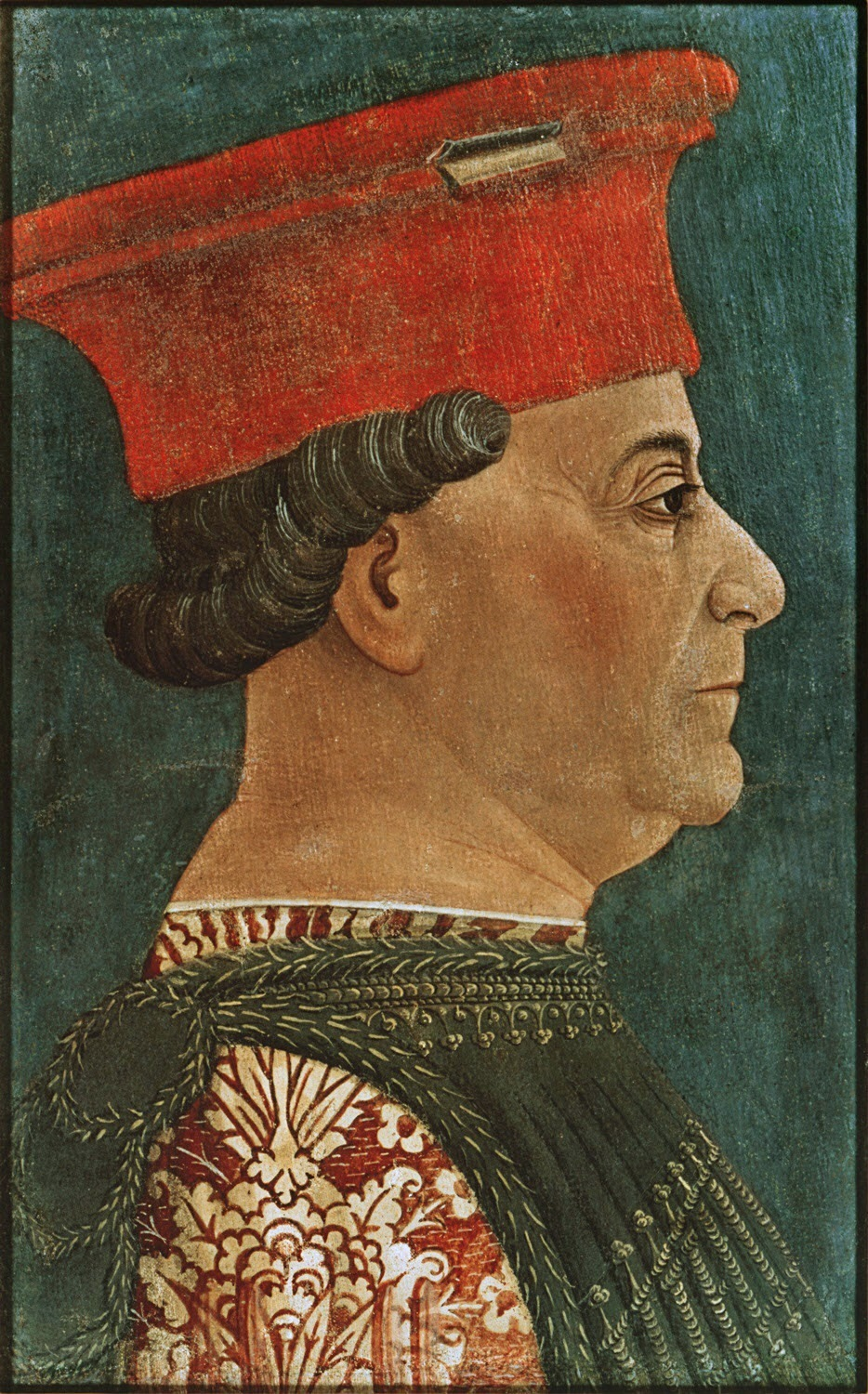
Francesco Sforza

### Proseguimento dell'assedio e scontro finale
Gli aquilani interpretarono la barbarie di Braccio come uno dei motivi del fallimento nella battaglia finale di Bazzano del 2 giugno, il giorno di Sant'Erasmo. Giunto l'esercito di papa Martino, Giovanna II d'Angiò-Durazzo e Luigi III d'Angiò-Valois, capitanato da Jacopo Caldora e Francesco Sforza (poiché suo padre Muzio Attendolo Sforza era morto durante il viaggio affogato nel fiume Aterno-Pescara), comprendente – tra gli altri – il condottiero Dolce II dell'Anguillara, il campo di battaglia fu scelto presso contrada Bazzano. Le truppe braccesche di Niccolò Piccinino si scagliarono all'attacco, ma la superiorità numerica della coalizione scrisse la parola "fine" alla guerra dell'Aquila con la clamorosa sconfitta di Braccio: molti morti ci furono sul campo di Bazzano, tra cui il condottiero Giannetto d'Acquasparta, altri bracceschi in fuga furono trucidati a Paganica dagli abitanti e dai soldati che desideravano vendetta, dopo la capitolazione dell'anno precedente. Un aquilano, secondo altri delle donne, si recò in città annunciando la vittoria con la frase "Buone novelle, buone novelle ci sono".
Quanto alla vittoria e alla partecipazione delle donne aquilane, si tramanda, come riporta Girolamo Pico Fonticulano, che le donne stesse, alla notizia della vittoria a Bazzano del 2 giugno, fossero tornate in città riportando delle "buone novelle". Oggi presso Porta Roiana, sotto via XX Settembre esiste ancora una chiesetta dedicata a Santa Maria delle Buone Novelle o a Sant'Apollonia, la santa a cui le donne si sarebbero votate prima del scendere in battaglia.

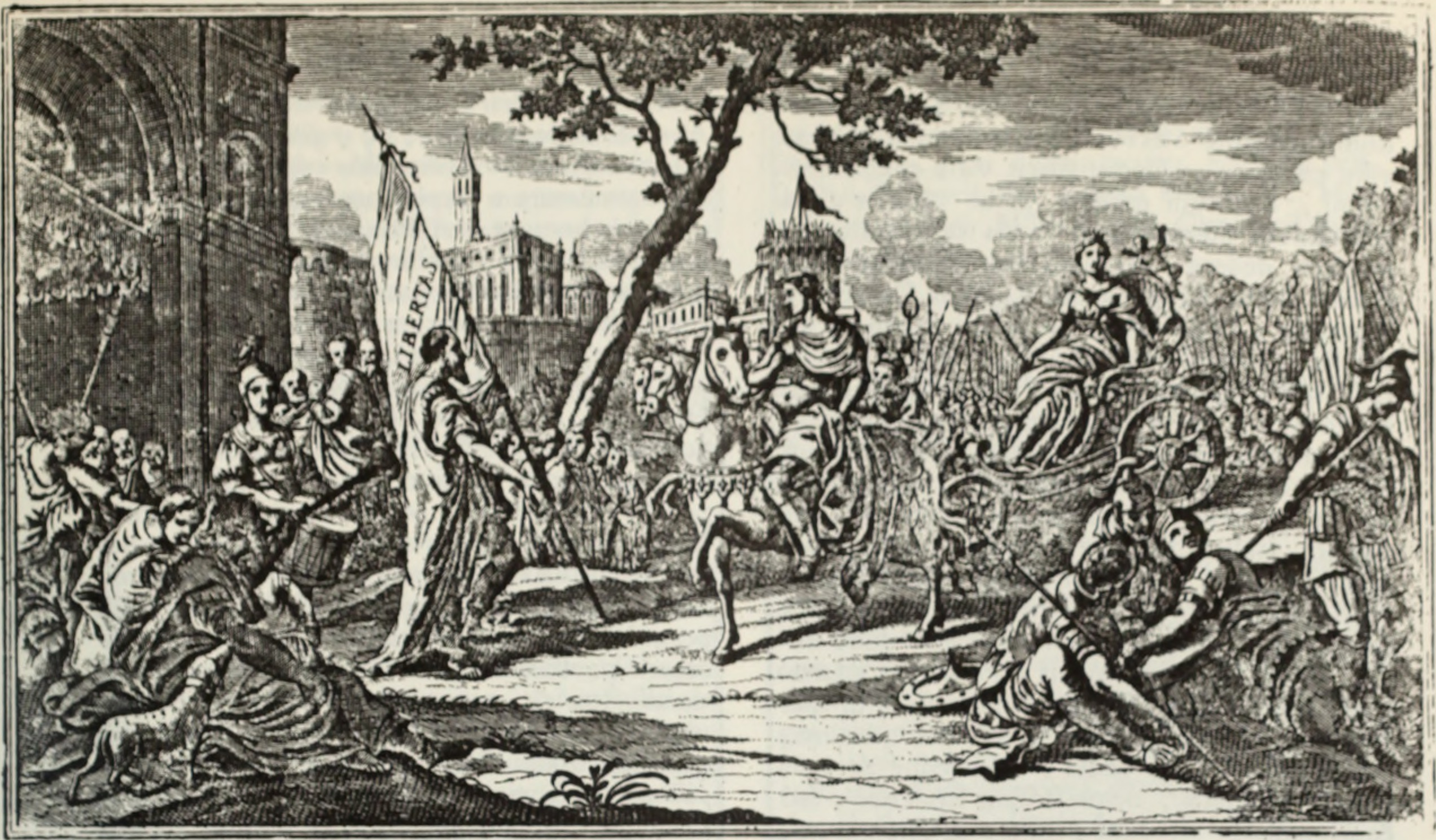
Disegno del Muratori per le Antiquitates italicæ medii ævi, riguardo alla battaglia di Bazzano del 2 giugno 1424

Le mura della città furono addobbate con cimeli di guerra presi dal campo di battaglia, i falò vennero accesi di notte, e furono suonate le campane a festa, e si celebrarono messe. Braccio da Montone, ferito alla testa gravemente durante lo scontro, fu portato nel campo militare. Molte sono le fonti riguardo alla sua morte, chi vuole che Jacopo Caldora lo fece pugnalare nella sua tenda, chi spostò apposta la mano del chirurgo che stava operando la sua testa ferita, mentre c'è chi vuole che Braccio, chiusosi in un mutismo sfacciato, e rifiutando il cibo per l'astio della sconfitta cocente, si fosse lasciato morire di fame, a 56 anni.

## Conseguenze
La vittoria riportata all'Aquila accrebbe il potere della famiglia Caldora, soprattutto nella persona di Jacopo, che si procurò grande fama presso la corte di Napoli e presso Giovanna II, che lo ricompensò con castelli e feudi in Abruzzo; Jacopo pose le sue principali residenze a Vasto e Pacentro. Nell'atto finale della pace stipulata dopo le guerre di successione della corona di Napoli tra gli Angioini e il pretendente Alfonso V d'Aragona, Jacopo Caldora si legò al gran siniscalco Sergianni Caracciolo, uno degli amanti di Giovanna II, grazie ai rispettivi matrimoni dei figli Antonio e Maria Caldora con i consanguinei Emilia/Isabella (1429) e Troiano Caracciolo (1432); inoltre Jacopo si legò con il principe di Taranto Giovanni Antonio Orsini del Balzo.
Dopo la morte della regina Giovanna, avvenuta nel 1435, Alfonso V d'Aragona riuscì nel 1442 a conquistare il Regno di Napoli, imponendosi anche in Abruzzo, e riconoscendo dei privilegi agli aquilani, che si dimostrarono ancora fedeli al partito angioino, non osando sferrare un nuovo attacco.